# یواس‌اس ال‌اس‌تی-۹۹۲
یواس‌اس ال‌اس‌تی-۹۹۲ (به انگلیسی: USS LST-992) یک کشتی بود که طول آن ۳۲۸ فوت (۱۰۰ متر) بود. این کشتی در سال ۱۹۴۴ ساخته شد.